# Rezerwat przyrody Wrzosowiska w Okonku
Rezerwat przyrody Wrzosowiska w Okonku – krajobrazowy rezerwat przyrody położony na terenie gminy Okonek w powiecie złotowskim (województwo wielkopolskie).
Obszar chroniony utworzony został 2 sierpnia 2008 r. na podstawie Rozporządzenia nr 15/08 Wojewody Wielkopolskiego z dnia 17 czerwca 2008 r. w sprawie uznania za rezerwat przyrody (Dz. Urz. Woj. Wlkp. z 2008 r. Nr 116, poz. 2128).

## Położenie
Rezerwat obejmuje 204,13 ha powierzchni na terenie obrębu ewidencyjnego Brokęcino (zabudowania tej miejscowości są oddalone od rezerwatu o ok. 2 km na północny wschód). Obszar chroniony położony jest na terenie Nadleśnictwa Okonek, w obrębie obszaru Natura 2000 Poligon w Okonku PLH30021. Powstał na obszarze dawnego poligonu wojskowego Północnej Grupy Wojsk Armii Radzieckiej, opuszczonego w połowie lat 90. XX wieku. Na terenie pola roboczego poligonu rozwinęły się specyficzne formy przyrodnicze wskutek rozjeżdżania, pożarów i intensywnego użytkowania.

## Charakterystyka
Celem ochrony jest „zachowanie kompleksu wrzosowisk i muraw napiaskowych z charakterystyczną florą i fauną”. Prowadzona jest ochrona czynna polegająca m.in. na wycinaniu zarastających drzew i krzewów. Dla turystów stworzono punkt widokowy, położony w miejscu dawnego punktu obserwacyjnego stanowiska dowodzenia.